# Dina K. Prialnik
Dina K. Prialnik est une astronome israélienne, vice-présidente de l'Union astronomique internationale de 2012 à 2018.